# Nuova San Giorgio Pallavolo Sassuolo
La Nuova San Giorgio Pallavolo Sassuolo è stata una società pallavolistica femminile italiana con sede a Sassuolo.

## Storia
La Nuova San Giorgio Pallavolo Sassuolo viene fondata nel 2003 per volere del presidente Walter Magnani; la squadra eredita il titolo sportivo dal Volley 2000 Spezzano, venendo ammessa in Serie A1: tuttavia la stagione nella massima serie del campionato italiano si conclude con un undicesimo posto e la retrocessione in Serie A2 e l'uscita agli ottavi di finale in Coppa Italia.
Nella stagione 2004-05 il club partecipa al campionato cadetto, condotto sempre nelle posizioni di metà classifica: al termine delle competizione la società decide di ritirarsi dell'attività agonistica.